# براءة الأشعريين من عقائد المخالفين (كتاب)
براءة الأشعريين من عقائد المخالفين هو كتاب من تأليف الشيخ محمد العربي التباني الشهير بـ «أبي حامد بن مرزوق» (ت 1390 هـ) انتقد فيه ابن تيمية (ت 728 هـ)، وابن القيم (ت 751 هـ)، وابن عبد الوهاب (ت 1206 هـ)، وأتباعهم من السلفية الوهابية، وبين بدعية تقسيمهم التوحيد إلى ثلاثة أقسام، وأوضح أن ذلك سبيل اتخذه هؤلاء لتكفير المسلمين وتفسيقهم.

## نبذة عن المؤلف

### نسبه
يتصـل نسبه بالإمام عبد السلام بن مشيش، الذي ينتهي نسبه إلى الحسن بن علي بن أبي طالب سبط الرسول (صلى الله عليه وسلم ).

### ولادته
في قرية رأس الوادي بالجزائر عام 1315 هـ.

### من مشايخه
الشيخ عبد الله بن القاضي اليعلاوي بالجزائر وغيره بجامع الزيتونة بتونس، وذلك قبل هجرته إلى الحرمين الشريفين. ومن مشايخه بالمدينة المنورة الشيخ أحمد الشنقيطي والشيخ محمد الشنقيطي والشيخ حمدان الونيسي، وبمكة المكرمة الشيخ عبد الرحمن الدهان والشيخ مشتاق أحمد.

### من تلاميذه
انتشروا في كل مكان ومن أهل الحرمين الشريفين أبرزهم السيد محمد أمين كتبي والسيد علوي المالكي والشيخ محمد نور سيف والشيخ عبد الله اللحجي.

### تدريسه
بدأ التدريس بالمسجد الحرام عام 1338 هـ بباب الزيادة ثم بحصوة باب العمرة «بين بابي الباسطية والزيادة» ليلة الثلاثاء وليلة الجمعة، بين المغرب والعشاء. في التاريخ والبلاغة وغير ذلك، وكان له درس بالحرم النبوي الشريف أيضاً عند زياراته للمدينة المنورة.

### مؤلفاته
أشهرها:
1. تحذير العبقري من محاضرات الخضري (إفادة الأخيار ببراءة الأبرار).
2. إتحاف ذوي النجابة بما في القرآن والسنة من فضائل الصحابة.

وغير ذلك.

### وفاته
بمكة المكرمة عام 1390 هـ.

## جزء من مقدمة الجزء الأول للكتاب
| براءة الأشعريين من عقائد المخالفين (كتاب) | الحمد لله الهادي عباده إلى الطريق الأقوم، المتفضل عليهم بنعمة الإسلام ودقائق الحكم، الناهي لهم عن التنازع في كتابه المحكم، والصلاة والسلام على أشرف مبعوث إلى جميع الأمم، سيدنا محمد القائل: "إن أمتي لا تجتمع على ضلالة فإذا رأيتم الاختلاف فعليكم بالسواد الأعظم"، وعلى آله وأصحابة نجوم الاهتداء لكل فصيح وأعجم. أما بعد: فهذه خلاصة علمية في عقائد محمد بن عبد الوهاب ومقلِّديه جمعت أكثر درّها المنقول والمعقول من تحقيق علماء الإسلام الأعلام، وشيدت صرحها بتاريخ الإسلام، ودعمتها بكثير من آيات الكتاب الحكيم وسنته عليه الصلاة والسلام، فجاءت بحمد الله حصناً منيعاً لا يرام. وقد رد بعض أتباع الأئمة الأربعة عليه وعلى مقلِّديه بتآليف كثيرة جيدة، وممن رد عليه من الحنابلة أخوه سليمان بن عبد الوهاب، ومن حنابلة الشام آل الشطي والشيخ عبد الله القدومي النابلسي في رحلته، وكلها مطبوعة، في ناحيتين: زيارة النبي صلى الله تعالى عليه وسلم، والتوسل به وبالصالحين من أمته، وقالوا: أنه مع مقلِّديه من الخوارج. وممن نص على هذا العلامة المحقق السيد محمد أمين بن عابدين في حاشيته "رد المحتار على الدر المختار" في باب: "البغاة"، والشيخ الصاوي المصري في حاشيته على الجلالين، لتكفيره أهل (لا إله إلا الله محمد رسول الله) برأيه، ولا شك أن التكفير سِمَة الخوارج وكل المبتدعة الذين يُكفِّرون مخالفي رأيهم من أهل القبلة، ولا تفيد هذه الخلاصة مَن مرق إلى الجهة الأخرى، لأن العلماء قالوا إن البدعة إذا رسخت في قلب لا يرجع صاحبها عنها ولو رأى ألف دليل واضح وضوح الشمس يبطلها إلا إذا أدركته عناية الله، وإنما هي عاصمة إن شاء الله تعالى من لم يدخل في بدعهم. وتنحصر أمهات عقائد محمد بن عبد الوهاب ومقلديه في أربع: تشبيه الله سبحانه وتعالى بخلقه، وتوحيد الألوهية والربوبية، وعدم توقيرهم النبي صلى الله عليه وسلم، وتكفير المسلمين. وهو مقلد فيها كلها أحمد بن تيمية، وهذا مقلد في الأولى الكرامية ومجسمة الحنابلة، ومقتد بهما وبالحروريين في الرابعة، ومخترع توحيد الألوهية والربوبية الذي تفرع عنه عدم توقيرهم النبي صلى الله تعالى عليه وسلم وتكفير المسلمين أيضاً. وثقة نقل دين الإسلام محصورة عندهم فيه وفي تلميذه ابن القيم وفي محمد ابن عبد الوهاب، فلا يثقون بأي عالم من علماء المسلمين ولا يقيمون له وزناً إلا إذا وجدوا في كلامه شبهة تؤيد هواهم، فدين الإسلام الواسع محصور علماؤه في الثلاثة، وأمة محمد صلى الله تعالى عليه وسلم المرحومة المنتشرة منذ توسع الفتح الإسلامي في خلافة ذي النورين عثمان رضي الله تعالى عنه إلى عصرنا هذا في أكثر الربع العامر وهي أكثر الأمم جميعاً أحباراً ومؤلفين، وهي أيضاً ثلثا أهل الجنة كما في الحديث الصحيح محصورة فيهم وفي علمائهم الثلاثة، وكل من له إلمام بالعلم وطالع تآليف ابن القيم ورسائل ابن عبد الوهاب مجرداً نفسه عن العاطفة متحلياً بالإنصاف يجدهما مقلِّدَيْنِ ابن تيمية في فهمه كله، مُؤلِّهَيْنِ هواه، ممتازاً أولهما: بالمدافعة عن شواذ شيخه مدافعة معتوه، وما أجاد فيه الكتابة من الأبحاث العلمية أخذه من تحقيق من سبقه من علماء المسلمين وتشبع به ولم يُعزِهِ إلى محققيه (كما هي أمانة نقل العلم عن العلماء). والقارىء البسيط يظن تلك الإجادة منه، وإنما هو جَمَّاعة مطلع مقلد في جل الفروع الإمام أحمد بن حنبل رضي الله تعالى عنه، وفي بعضها وفي أصول الدين أحمد بن تيمية متعصب لهما تعصباً جنونياً. وابن عبد الوهاب نشأ في محيط عوام فانتحل شواذ ابن تيمية على ما فيها من تضارب وتخبط والتهمها فصار بها إماماً مجتهداً مجدداً معصوماً فهمه وكلامه عن الخطأ، مؤمناً موحداً كل من قلده، جهمياً مشركاً كل ما خالف هواه، فيخرج بنتيجة واحدة وهي أن علم أصول الدين على غرزاة مادته وكثرة مباحثه وبعض الفروع محصور في فهم أحمد بن تيمية، وفهمه معصوم من الخطأ، وكلامه عندهم لا يأتيه الباطل من بين يديه ولا من خلفه، وعلماء الإسلام الأولون والآخرون على كثرتهم ممثلون في شخصه، وحيث صار إماماً قدوة للمفتونين به مع كونه من الخلف توفي سنة ثمان وعشرين وسبعمائة. فإني سأنقل بحول الله تعالى وقوته كلامه في الأمهات الأربع من كتبه ورسائله ليراه الألباء (جمع لبيب) فيتحققوا شذوذه عن السواد الأعظم، ثم ابطله مفصلاً بالبراهين، وسيأتي شرح حال كل من الثلاثة. وقد سميتها: براءة الأشعريين من عقائد المخالفين، وقد انتظمت في أربعة فصول وخاتمة، فرحم الله تعالى مسلماً عرف قدره، ولم يتعد طوره، وسلم من داء الإعجاب والثقة بنفسه، وحجزه وقار العلم عن نهش أعراض أئمة الإسلام وعلمائه فـ (إن يد الله على الجماعة).... | براءة الأشعريين من عقائد المخالفين (كتاب) |

## فهرس أبحاث الكتاب

### في الجزء الأول
- الفصل الأول: في التجسيم.
- الفصل الثاني: في توحيد الألوهية وتوحيد الربوبية.
- الفصل الثالث: في عدم توقيرهم النبي (صلى الله تعالى عليه وسلم).

### في الجزء الثاني
- الفصل الرابع: في تكفيرهم المسلمين ونبزهم بالشرك والقبورية والجهمية.